# 吉尔伯特·斯托克
吉尔伯特·斯托克（英語：Gilbert Stork，1921年12月31日—2017年10月20日），美国有机化学家。他是哥伦比亚大学尤金希金斯名誉化学教授。斯托克烯胺反应就是根据他命名的。